# Linaria pinifolia
Linaria pinifolia är en grobladsväxtart som först beskrevs av Poiret, och fick sitt nu gällande namn av Albert Thellung. Linaria pinifolia ingår i släktet sporrar, och familjen grobladsväxter. Inga underarter finns listade i Catalogue of Life.